# A-8009
La A-8009 est une voie rapide urbaine andalouse qui permet d'accéder à Séville depuis la banlieue nord (Majaloba, San José de la Rinconada, La Rinconada…)
D'une longueur de 4,6 kilomètres environ, elle part de la banlieue nord de Séville vers la Rocade Nord (SE-20) et les zones industrielles du nord de la ville sur le prolongement de l'Avenida San Jerónimo

## Tracé
- Elle débute au nord de l'agglomération sévillane par un giratoire.
- Elle dessert toutes les communes du nord (La Rinconada et ses quartiers,…) mais aussi les zones industrielles Majarabique et Nacoisa.
- Elle croise au nord de la ville la SE-20 qui contourne Séville et en dessert ensuite la partie nord.